# L'erreur est humaine (Prison Break)
 (février 2023).
Si vous disposez d'ouvrages ou d'articles de référence ou si vous connaissez des sites web de qualité traitant du thème abordé ici, merci de compléter l'article en donnant les références utiles à sa vérifiabilité et en les liant à la section « Notes et références ».
Pour les articles homonymes, voir L'erreur est humaine.
L'erreur est humaine est le vingt-cinquième épisode du feuilleton télévisé Prison Break, c'est le troisième épisode de la deuxième saison.

## Résumé
L'épisode débute sur Mahone et d'autres agents du FBI qui inspectent une voiture brûlée et renversée. L'un des agents déclare à Mahone que c'est triste d'avoir fait tout ce travail pour sortir de prison et finir de cette façon. Il lui demande également de quel fugitif il peut bien s'agir. 
Douze heures plus tôt, à l'agence locale du FBI de Chicago, l'agent Mahone est interpelé par l'agent Lang, qui l'informe que tous les hôpitaux et familles des fugitifs sont sous surveillance, mais qu'aucun prisonnier n'a encore été aperçu. Mahone lui déclare qu'un homme en fuite fait obligatoirement une erreur dans les 72 heures suivant son évasion. Un agent lui remet un sac à dos que la police a récupéré d'un vagabond. Mahone trouve à l'intérieur du sac des téléphones portables et les faux passeports de Michael et Lincoln. Il proclame immédiatement à ses agents que Michael vient de commettre sa première erreur. Puis il interroge l'homme qui a volé le sac dans la voiture de Michael et lui demande de lui en faire une description. Le vagabond lui répond qu'elle est grise et était garée vers la 15e rue mais qu'elle a été embarquée par la fourrière.
Michael et Lincoln se rendent à l'appartement de Nika Volek sans se faire annoncer. Michael lui réclame aussitôt de l'alcool à brûler, des serviettes, des anti-douleurs, du poivre de Cayenne et de l'alcool (pour boire) afin de désinfecter et soigner la blessure de Lincoln. Nika est paniquée par la présence des deux hommes chez elle depuis que la police est venue l'interroger. Après s'être excusé auprès de Nika et avoir demandé des vêtements propres pour Lincoln, Michael retourne récupérer sa voiture. Quand Lincoln lui dit d'oublier la voiture, Michael précise qu'il n'a pas besoin d'une voiture mais de cette voiture parce qu'elle contient tout ce dont ils ont besoin pour disparaître. Malheureusement, lorsqu'il parvient sur les lieux où la voiture était garée, il ne reste plus que des morceaux de verre brisés. Michael se rend à la fourrière. Pendant qu'il donne les renseignements requis pour reprendre sa voiture, l'employé reçoit un appel téléphonique. Il s'agit de Mahone qui lui demande s'il a vu un homme réclamant une Accord Honda grise avec une vitre brisée. Comme Michael l'observe, Chuck, l'employé de la fourrière, acquiesce nerveusement. Pendant que Chuck continue de parler avec l'agent Mahone, Michael attrape subrepticement les clés de la voiture et la récupère avant que les agents du FBI viennent l'arrêter.
Dans une supérette, Bellick essaie d'acheter de la bière et du teriyaki lorsqu'il aperçoit Geary, son ancien collègue de Fox River, qui travaille désormais en tant que vigile. Ils se battent à l'intérieur du magasin puis finissent par boire des bières ensemble. Ils décident de faire équipe et de devenir des chasseurs de primes. Leur première destination est d'interroger le cousin de Sucre, Manche Sanchez.
Michael et Lincoln rétabli quittent l'appartement de Nika et continuent leur chemin avec la voiture. Ils recherchent la route 38 de l'Illinois. Elle est indiquée sur le tatouage du poignet de Michael, sous forme de code-barres. Après avoir pris la route 38, Michael remet le compteur à zéro. Quand il affiche le chiffre 12, Michael se gare au milieu d'un pont. Au même moment, les agents Mahone et Wheeler suivent à la trace Michael et Lincoln grâce à leur téléphone portable. Ils remarquent qu'ils se sont soudainement arrêtés et supposent que les deux frères avaient rendez-vous avec quelqu'un.
En réalité, Michael et Lincoln mettent en scène un accident de voiture. Michael met en marche la recherche automatique de station pour qu'elle s'arrête sur la fréquence « 103.7 », cela enclenchera la bombe située à l'intérieur de la voiture. Toutefois, la radio se bloque lors de la chute du véhicule et Lincoln doit intervenir le plus rapidement possible, avant l'arrivée de Mahone et Wheeler. La voiture explose avec de faux corps placés sur les sièges avant. Alors que Mahone commence à examiner les restes de la voiture, un agent lui demande de qui il peut bien s'agir. Mahone répond: « Shales... Scofield, maybe Scofield. » (« Shales... Scofield, peut-être Scofield. »). Puis pendant qu'il s'éloigne, Wheeler apprend à l'autre agent qu'Oscar Shales était un fugitif que Mahone n'a jamais réussi à capturer. Mahone semble de plus en plus stressé et avale nerveusement des pilules dissimulées dans son stylo. Nika arrive avec sa voiture et en remet les clés à Michael. Michael la remercie et lui promet de lui envoyer 10 000 dollars une fois que lui et son frère se seront réfugiés au Mexique, plus 3 000 dollars pour la voiture. Quand Nika demande à Michael s'il va rejoindre Sara, il hésite et répond qu'il ne sait pas, puis il lance les clés de la voiture à Lincoln. Alors qu'ils reprennent leur route, ils sont observés par Bellick et Geary.
Après avoir démarré en faisant se toucher les fils de contact une ancienne Chevrolet El Camino à Defiance dans l'Ohio et échappé à un agent de police à Latrobe en Pennyslvanie en grimpant dans un train de marchandises, Sucre arrive à Bedford-Stuyvesant, à Brooklyn, New York et apprend par son ami Petey, que Maricruz va se marier à Las Vegas. Malgré les conseils de son ami, il emprunte sa moto et part en direction du Nevada. 
Tandis que Sara s'apprête à sortir de l'hôpital, elle reconnaît une infirmière qui est arrivée au moment où elle était médecin traitant à l'hôpital. Alors qu'elle signe ses papiers de sortie, la police vient lui annoncer qu'elle est en état d'arrestation. Elle est menottée et encadrée par deux policiers sous les yeux de l'agent Kellerman qui raconte ce qu'il a vu à Caroline et lui confirme qu'il gardera un œil sur Sara. Quelques heures plus tard, le gouverneur Tancredi paie la caution de sa fille et la rencontre dans une salle d'interrogatoire. Il lui ordonne de retourner régulièrement aux réunions des Drogués Anonymes et de rejeter tout le blâme de cette histoire sur le directeur Henry Pope. Avant son départ, le gouverneur Tancredi informe Sara qu'il sera nommé vice-président des États-Unis la semaine suivante et que même s'il l'a invitée à la cérémonie, il est hors de question qu'elle vienne.
C-Note passe un coup de fil à sa femme effrayée, il lui indique qu'il l'attendra à l'Arc-en-ciel, un lieu où ils ont pris une très belle photo. L'équipe de Mahone a mis le téléphone sur écoute, de sorte que l'agent Lang indique immédiatement à Mahone qu'il s'agit d'un restaurant situé à Manhattan, New York et que les photos d'identité judiciaire de C-Note seront envoyées là-bas. Plus tard, C-Note rend visite à sa fille pendant la récréation et lui demande de passer un message à sa mère: allumer la lumière du porche à 19h00 si elle accepte de le rencontrer. Le soir venu, il attend quelques minutes avant que la lumière du porche ne s'allume. L'Arc-en-ciel est en fait la chambre de leur fille et la photo est accrochée sur le mur près de la fenêtre. Après avoir allumé la lumière, la femme de C-Note revient s'asseoir près de l'agent Lang.

## Informations complémentaires

### Chronologie
Dans cet épisode, Sucre explique à son ami Petey que cela fait 72 heures qu'il n'a pas dormi. En comptant la nuit de l'évasion, il doit sans doute s'agir de 72 heures après le début de l'épisode Sans retour (1x20). Toutefois, lorsqu'il demande à Petey quel jour ils sont. Celui-ci répond: « jeudi ». Cela ne correspond pas aux informations données dans le premier épisode de cette deuxième saison. Selon le post-it collé sur le mur du bureau de Mahone dans l'épisode Panama (2x20), il s'agirait du 28 au 29 mai.

### Culture
- Lorsque la radio reste coincée sur une station, la chanson diffusée est Hush du groupe britannique Deep Purple. Sortie en 1968 sur l'album Shades of Deep Purple, c'est le premier gros succès du groupe.
- La moto qu'emprunte Sucre à son ami Joey est une Ural de 1952, modèle M52[2]. D'origine russe, c'est une copie de la BMW R51. Elle a connu un grand succès et a été fabriquée de 1950 à 1957.

### Erreurs
- En tant qu'épouse d'un fugitif, Kacee, la femme de C-Note, est surveillée par le FBI. Or, Nika ne l'est pas du tout, alors qu'elle est censée être la femme du cerveau de l'évasion. Seul Bellick sait que ce mariage n'est qu'un arrangement entre Michael et Nika[3], il n'existe aucune raison vraisemblable pour que Nika soit restée ignorée de Mahone et ses hommes, alors même que des policiers sont venus l'interroger à la suite de l'évasion.
- Dans la scène où C-Note va voir sa fille à l'école, il lui parle à travers une grille. Lorsque la caméra le filme de face, il est assis juste à côté d'une colonne. Or, quand il est filmé de dos, la colonne disparaît.
- Lorsque Bellick et Geary se rendent à Fox River pour interroger Manche, les drapeaux sur le bâtiment sont levés. Or, en cas de décès du président des États-Unis, il est normalement prévu que les drapeaux soient mis en berne pendant un mois.

### Divers
- Marshall Allman (L. J.) n'apparait que dans un flasback de Michael.
- Peter Stormare (John Abruzzi) et Robert Knepper (T-Bag) n'apparaissent pas dans cet épisode.
- Oscar Shales, le nom du fugitif que Mahone n'a jamais réussi à attraper est une anagramme de a search loss (« une perte de la piste des recherches »).
- Le titre original de cet épisode "Scan" fait référence au code-barres tatoué sur le poignet de Michael Scofield ainsi qu'à la recherche des stations sur l'auto-radio.
- Le code-barres tatoué est 38 12 1037:

38 – Michael et Lincoln prennent la route 38.
12 – Quand le kilométrage indique 12, Michael arrête la voiture sur le pont.
1037 – Une fois que Michael lance la recherche automatique de stations de l'autoradio, ils ont trente secondes avant que cela s'arrête sur 103.7 et que la voiture explose.
- Le train que Sucre récupère pour arriver à New York est le même qui est aperçu dans le premier épisode de la deuxième saison[4]. Seuls les numéros ont changé, passant du 3012 au 3806 et les wagons sont dans un ordre différent.
- Lorsque Michael exprime à son frère ses craintes concernant Mahone. Il évoque les différentes étapes de son plan: l'argent caché en Utah, Bolshoi Booze et le moyen de rejoindre le Mexique. C'est la deuxième fois après l'épisode flashback[5] que le mot Bolshoi Booze est évoqué sans explication complémentaire. La résolution n'interviendra que dans le onzième épisode[6].